# Конная статуя Джорджа Вашингтона (Нью-Йорк)
Конная статуя Джорджа Вашингтона (англ. Equestrian statue of George Washington (New York City)) — первая конная статуя Вашингтона, установленная в Нью-Йорке на Юнион-Сквер в 1856 году.
Авторы памятника — скульптор Генри Кирк Браун и архитектор Ричард Апджон. Является старейшей скульптурой в парках Нью-Йорка.

## Описание

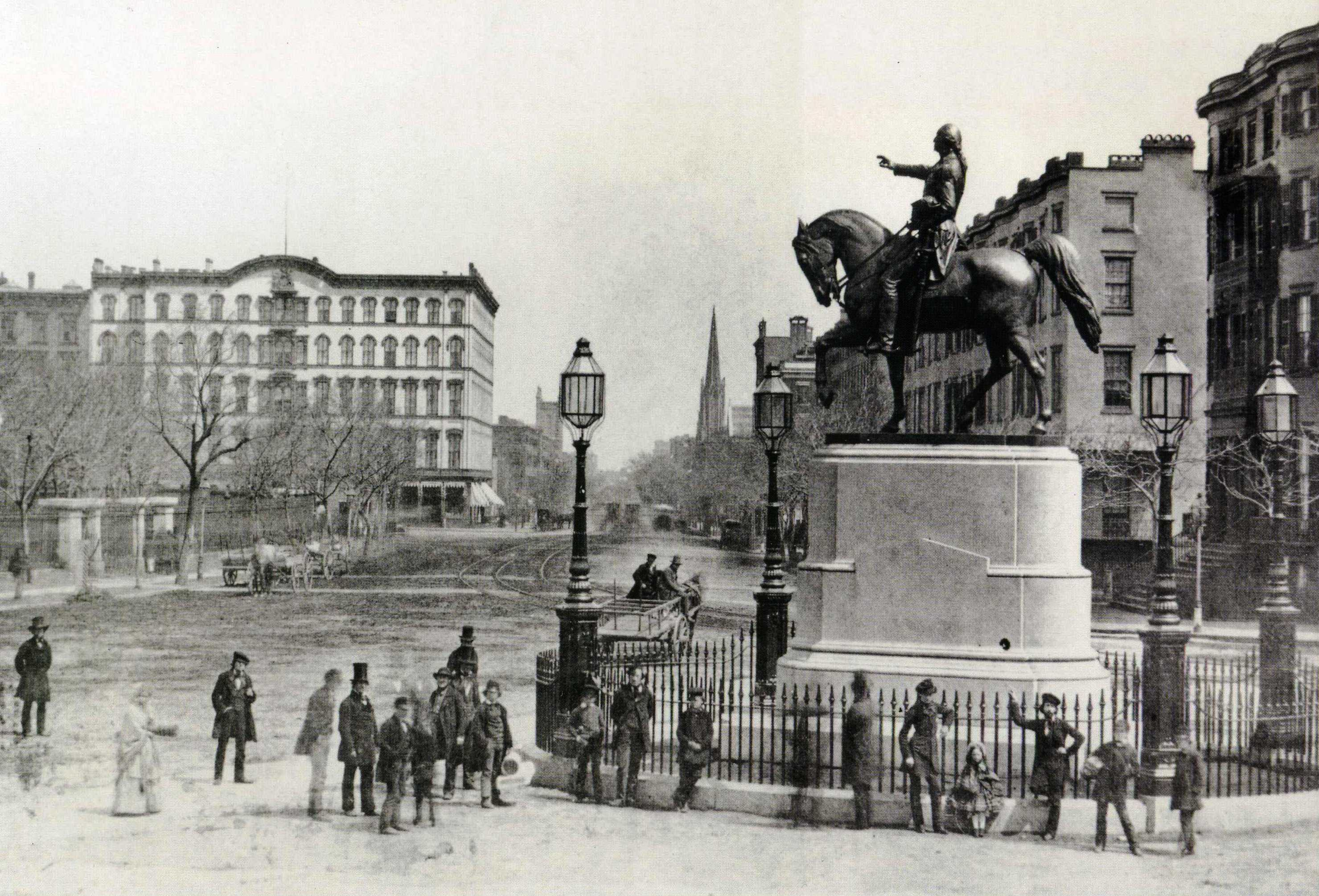
Памятник в 1870 г.

Памятник представляет Джорджа Вашингтона, начинающего свой триумфальный марш во главе Континентальной армии через Манхэттен в День Эвакуации во время Войны за независимость США 25 ноября 1783 года, вскоре после того, как британская армия покинула Нью-Йорк.
Размеры скульптуры составляют 802.64 см на 411.48 см, установлена на гранитном постаменте размером 370.84 см на 236.22 см на 4.57 м. Памятник находится на одной оси со статуей Авраама Линкольна и Флагштоком Независимости .